# Pławanice
Pławanice (prononciation : [pwavaˈnit͡sɛ]) est un village polonais de la gmina de Kamień dans le powiat de Chełm de la voïvodie de Lublin dans l'est de la Pologne, à la frontière avec l'Ukraine.
Il se situe à environ 6 kilomètres à l'est de Kamień (siège de la gmina), 13 kilomètres à l'est de Chełm (siège du powiat) et 77 kilomètres à l'est de Lublin (capitale de la voïvodie).
Le village comptait approximativement une population de 291 habitants  en 2007.

## Histoire
De 1975 à 1998, le village est attaché administrativement à la voïvodie de Chełm.

Depuis 1999, il fait partie de la voïvodie de Lublin.